# Bojár Sándor
Bojár Sándor (Szeged, 1914. augusztus 16. – Budapest, 2000. január 31.) magyar fotóművész. Eredeti neve Neuwirth Sándor, a Bojár nevet első publikációi után vette fel.

## Élete
Neuwirth Bódog kereskedősegéd és Blau Gizella fiaként született. 1924-ben kezdte el középiskolai tanulmányait az Eötvös József Reáliskolában, ahol 1932-ben érettségit szerzett. Ugyanebben az évben megszerezte mestervizsgáját a fényképész iskolában.
Ezután fotóriporterként kezdett el dolgozni az Esti Kurírban, majd 1939-től a Színházi Magazin fotóriportere lett. 1936 és 1945 között kisebb-nagyobb megszakításokkal Inkey Tibornál tanult és dolgozott a szakmai képesítésért. E képesítés megszerzése után a Budapesti Rendőr-főkapitányság sajtóosztályának fogalmazója lett egészen 1948-ig. 
1948-tól több különböző lap fotóriportere volt, úgy mint a Színház (1948–1950), a Magyar Nap (1950–1952), a Képes Sport (1952–1956), az Ország Világ (1957–1966) és Autó-Motor (1966–1988). 1976-ban nyugdíjba vonult.
2000. január 31-én hunyt el Budapesten. Bojár Gábor (Graphisoft) édesapja.

## Tagságok
- 1945– a Magyar Újságírók Országos Szövetségének tagja
- 1956– a Magyar Fotóművészek Szövetsége alapító tagja
- 1975– a Nemzetközi Fotóművészek Szövetségének AFIAP (Artist FIAP) címmel kitüntetettje

## Díjai, elismerései
- 1956, 1970: Árvízvédelemért-kitüntetés
- 1971: A Haza Szolgálatáért ezüstérem
- 1975: AFIAP (Artist FIAP)
- 1977: Munka Érdemrend bronz fokozata
- 1981: MM nívódíja
- 1986: Szocialista Kultúráért
- 1991: Balázs Béla-díj
- 1998: Aranytoll
- 1999: A Magyar Fotóművészek Szövetsége Életmű-díja, A Magyar Köztársasági Érdemrend tisztikeresztje; a Magyar Fotóriporterek Társasága Munkácsy Márton-díja.

## Fotókönyvei
- Sportfényképezés; Műszaki , Budapest, 1958 (Fotosorozat)
- Szombathely; fotó Bojár Sándor, szöveg Horváth Ferenc; Panoráma, Budapest, 1966 (Panoráma képeskönyvek)
- Fél évszázad pillanatai; előszó Boldizsár Iván; Corvina; Budapest, 1980

## Kiállításai

### Egyéni kiállításai
- 1964: Harminc év fotóriporteri szemmel, Vadas Ernő Kiállítóterem, Budapest
- 1974: Negyven év krónikása, Ernst Múzeum, Budapest

### Válogatott csoportos kiállításai
- 1947: Magyar Fotóriporterek Szindikátusának I. Fotókiállítása
- 1966: A magyar fotóművészet 125 éve, Magyar Nemzeti Galéria, Budapest
- 1981-82: Tény-Kép. A magyar fotográfia története 1840-81, Műcsarnok, Budapest
- 1989: A magyar szociofotó tegnap és ma, FK.
- 1999: Közelmúlt/Recent Past - Az Escher Károly alkotócsoport kiállítása az utolsó fél évszázad képes históriájából, Budapest Galéria
- 2000: Száz ember száz képe, Magyar Fotográfusok Háza, Budapest.
- 2001: Ungarn Haus, Berlin

## Művei közgyűjteményekben
- Magyar Fotográfiai Múzeum, Kecskemét
- Magyar Nemzeti Múzeum Történeti Fényképtára
- MTI archívuma.